# Latehar
Latehar è una città dell'India di 19 067 abitanti, capoluogo del distretto di Latehar, nello stato federato del Jharkhand. In base al numero di abitanti la città rientra nella classe IV (da 10 000 a 19 999 persone).

## Geografia fisica
La città è situata a 23° 45' 0 N e 84° 30' 0 E e ha un'altitudine di 386 m s.l.m..

## Società

### Evoluzione demografica
Al censimento del 2001 la popolazione di Latehar assommava a 19 067 persone, delle quali 10 135 maschi e 8 932 femmine. I bambini di età inferiore o uguale ai sei anni assommavano a 2 894, dei quali 1 449 maschi e 1 445 femmine. Infine, coloro che erano in grado di saper almeno leggere e scrivere erano 11 689, dei quali 7 102 maschi e 4 587 femmine.